# Vypusk '97
Vypusk '97 (em ucraniano:  Випуск ’97) é uma curta-metragem de tragicomédia ucraniana dirigida por Pavel Ostrikov. A estreia mundial do filme ocorreu a 21 de julho de 2017, no Festival Internacional de Cinema de Odessa, onde recebeu o prémio de melhor curta-metragem ucraniana.

## Lançamento
A estreia mundial do filme Vypusk '97 deu-se a 21 de junho de 2017, no Festival Internacional de Cinema de Odessa, onde recebeu o prémio de melhor curta-metragem ucraniana. A 3 de agosto do mesmo ano o filme foi exibido no Festival de Locarno sob o nome inglês "Graduation '97", onde também ganhou o prémio do júri da Juventude de melhor curta-metragem internacional.